# Elaeosticta nodosa
Elaeosticta nodosa är en flockblommig växtart som först beskrevs av Pierre Edmond Boissier, och fick sitt nu gällande namn av Pierre Edmond Boissier. Arten ingår i släktet Elaeosticta och familjen flockblommiga växter. Inga underarter finns listade i Catalogue of Life.